# Óscar Magurno
Óscar Magurno Souto (* 2. März 1930; † 1. September 2014) war ein uruguayischer Politiker, Unternehmer und Sportfunktionär.
Der aus ärmlichen Verhältnissen stammende Óscar Magurno begann er als 13-Jähriger nach der schulischen Ausbildung sein Arbeitsleben bei der Asociación Española Primera de Socorros Mutuos. Später war er fast 40 Jahre in Leitungsfunktion bei der Asociación Española tätig. Vom stellvertretenden Geschäftsführer stieg er schließlich zum Geschäftsführer auf. Aus der beruflichen Verbindung heraus entstand eine Freundschaft zum als Onkologen tätigen, späteren uruguayischen Staatspräsident Tabaré Vázquez. Magurno gehörte ebenfalls wie Vázquez der „Gran Logia de la Masonería del Uruguay“ (Großloge der Freimaurer von Uruguay) an. Auch stand er der Comisión Honoraria de Lucha contra el Cáncer (Ehrenkommission im Kampf gegen den Krebs) vor.
Die politische Karriere des antikommunistisch eingestellten Magurno nahm 1981 mit dem Eintritt in die Junta de Vecinos von Montevideo während der zivil-militärischen Diktatur ihren Anfang. Bei den Wahlen in Uruguay 1984 wurde er in die Cámara de Representantes gewählt. Er trat dabei für den sogenannten Pachequismo (UCB) an, der seinen Ursprung in der Präsidentschaftszeit von Jorge Pacheco Areco hatte. Auch für die nachfolgende, von 1990 bis 1995 währenden Legislaturperiode wurde er wiedergewählt. Von 2000 bis 2005 und erneut von 2000 bis zu seinem gesundheitsbedingten Rückzug im Februar des Folgejahres repräsentierte er in der Abgeordnetenkammer das Foro Batllista der Partido Colorado als Mandatsträger. Für ihn rückte Guillermo Facello als Abgeordneter nach. 2000 unterlag er Mariano Arana bei der Wahl zum Intendente von Montevideo.
Magurno trat überdies als in verschiedenen Funktionen als Sportfunktionär in Erscheinung. So war er ab Ende der 1980er Jahre Präsident des Basketballvereins Club Atlético Welcome. In der Amtszeit des Präsidenten Dante Iocco hatte er zudem den stellvertretenden Vorsitz bei Nacional Montevideo inne. Auch war er Beisitzer in der Asociación Uruguaya de Fútbol (AUF). Ebenfalls hatte er den Vorsitz der Federación Uruguaya de Boxeo, des uruguayischen Boxverbandes, inne und gehörte dem Führungsgremium des Club de Pesca Armonía an.
2010 verfasste der Politiker Fernando Amado eine kritische Biographie über ihn mit dem Titel „Óscar Magurno - El padrino“.